# Tahar Djaout

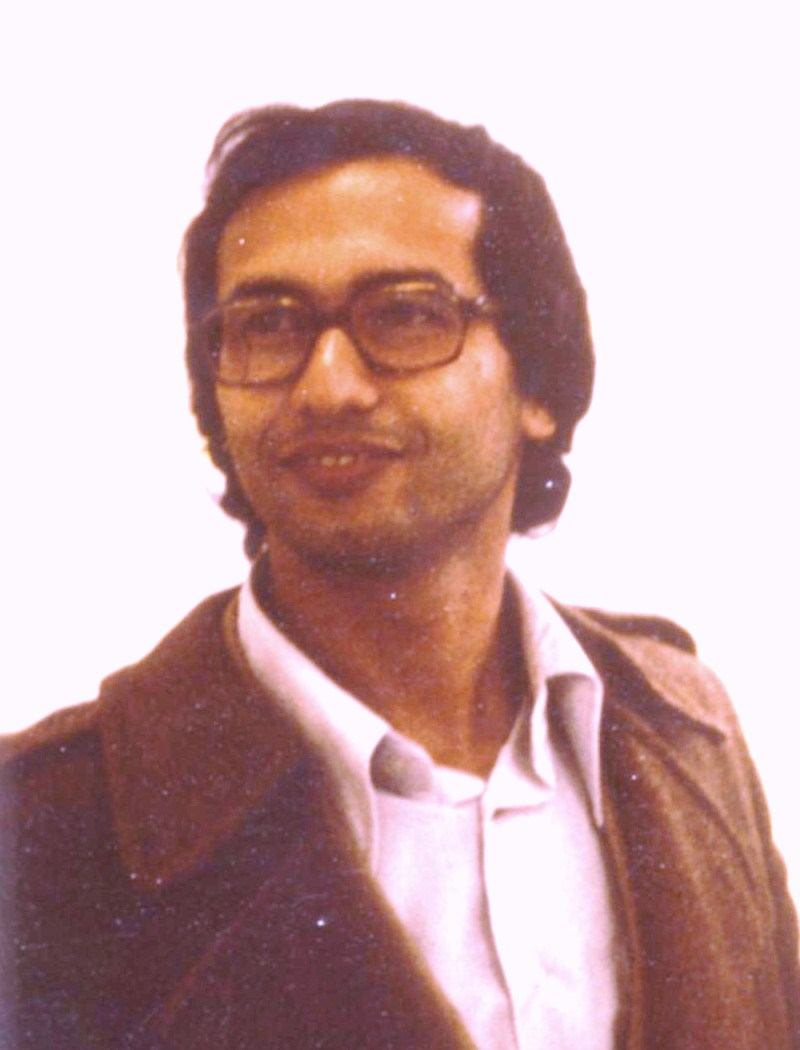
Tahar Djaout (1980)

Tahar Djaout (arabisch طاهر جاعوط, DMG Ṭāhir Ǧāʿūṭ; 11. Januar 1954 in der Kabylei – 2. Juni 1993 in Algier) war ein frankophoner algerischer Journalist, Dichter und Prosa-Autor.

## Leben
Djaout wurde 1954 bei Azeffoun in der Kabylei geboren. Bereits 1970 machte er mit der Novelle Les insoumis auf sich aufmerksam. Ab 1975 erschienen dann regelmäßig Gedichte, Erzählungen und Romane von ihm; insgesamt umfasst sein literarisches Werk 12 Bände. Für seinen Roman Die Wächter wurde er 1991 mit dem Prix Méditerranée ausgezeichnet.
Journalistisch war Djaout ab Mitte der 1970er Jahre für die Tageszeitung El Moudjahid und von 1980 bis 1984 sowie wieder von 1987 bis 1992 für die Wochenzeitschrift Algérie-Actualité als Literaturkritiker bzw. Kulturredakteur tätig. Als Djilali Khellas 1990 das Literaturmagazin Erriwaya gründete, war Djaout unter den ersten Autoren, die daran mitwirkten. 1993 gründete er die Zeitschrift Ruptures.

„Wenn du redest, stirbst du. Wenn du nicht redest, stirbst du auch. Also sprich und stirb.“

Nach Meinung von Boualem Sansal bewirkten diese Worte ein „fantastisches Lauffeuer“ in seinem Land. Den Menschen fiel es wie Schuppen von den Augen... Seine Worte machten Mut.
Djaout gehörte zu den ersten Intellektuellen, die Opfer des algerischen Bürgerkriegs wurden. Aufgrund seiner Unterstützung des Säkularismus und seiner ablehnenden Haltung dem Fanatismus gegenüber verübte die Groupe Islamique Armé am 26. Mai 1993 ein Attentat auf Djaout, dem er eine Woche später im Alter von 39 Jahren erlag.
Als Assia Djebar im Jahr 2000 mit dem Friedenspreis des Deutschen Buchhandels ausgezeichnet wurde, widmete sie diese Ehrung den Autoren Tahar Djaout, Youssef Sebti und Abdelkader Alloula, die alle in den Jahren 1993 und 1994 ermordet wurden.

## Werke (Auswahl)
- Die Suche nach den Gebeinen, Roman (Les chercheurs d'os, 1984). Aufbau-Verlag (Edition Neue Texte), Berlin und Weimar 1988, ISBN 3-351-01167-9; NA bei Kinzelbach, Mainz 1995, ISBN 3-927069-30-2
- Der Enteignete (L’Exproprié, 1981/91). Manholt, Bremen 1995, ISBN 3-924903-38-7
- Die Wächter. Roman (Les vigiles, 1991). Folio-Verlag, Wien und Bozen 1998, ISBN 3-85256-091-8